# Anuncios clasificados

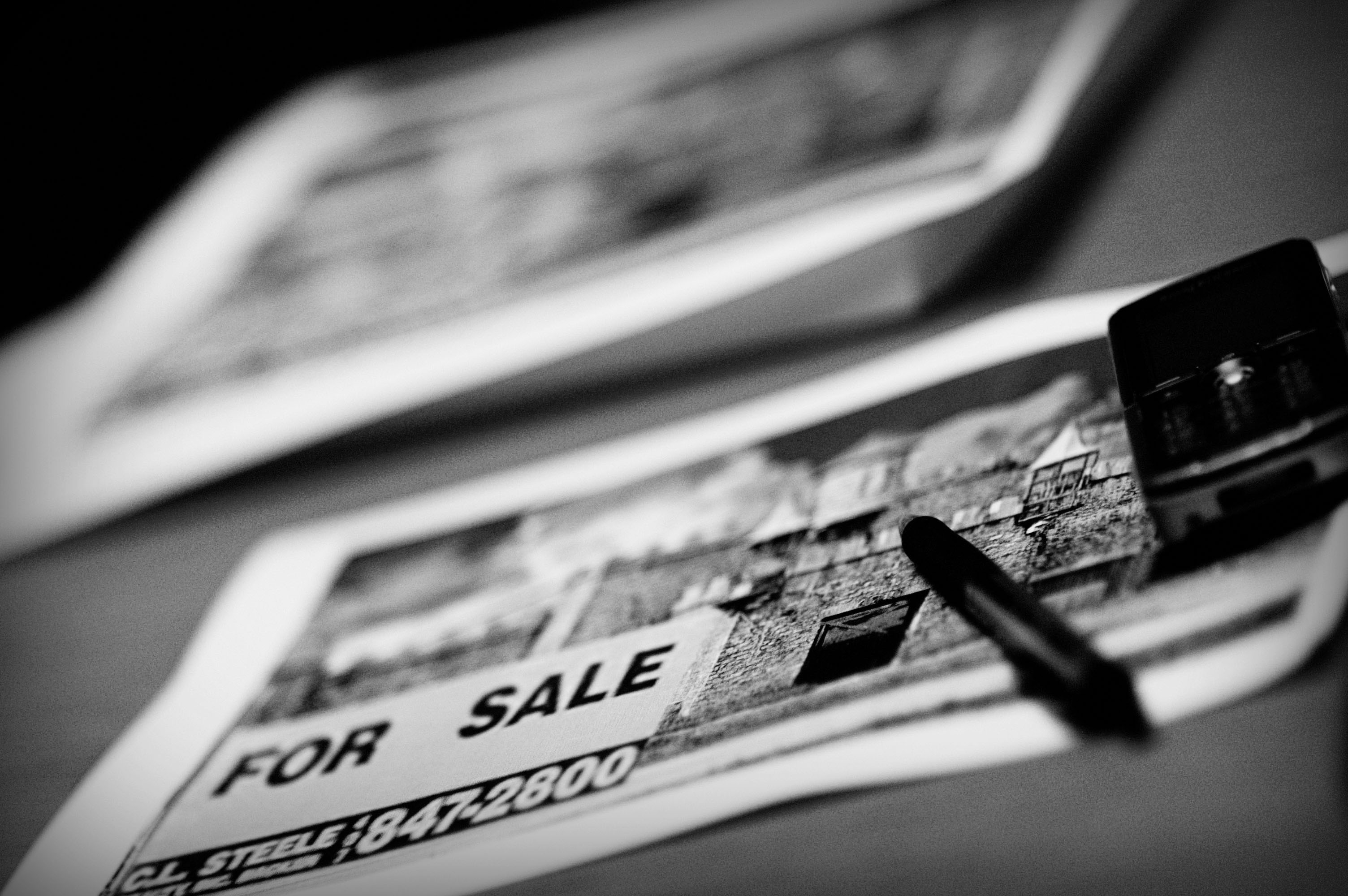
Anuncios clasificados en un periódico.

Los anuncios clasificados o avisos clasificados son anuncios que se publican en la prensa escrita (periódicos o revistas) y en medios digitales para ofertar y demandar productos y servicios.

## En Internet
Con la aparición de Internet, las técnicas digitales se han desarrollado y profesionalizado, relegando a la prensa escrita a un segundo plano en anuncios clasificados (es el caso del periódico de anuncios clasificados Segundamano, que tras 30 años publicándose se cerró, dejando paso únicamente a su versión en línea). La gran mayoría de estas publicaciones digitales son gratuitas para los usuarios al tener unos menores costos de mantenimiento de sus infraestructura respecto a los medios impresos. 
En su mayoría, las publicaciones en los sitios de anuncios clasificados son gratuitas, aunque con un costo mínimo —dependiendo del sitio— si el anuncio se desea destacar. El costo aumenta dependiendo del tráfico del sitio web.
En Internet, los anuncios clasificados han adquirido una nueva perspectiva; las personas que anteriormente estaban forzadas a pagar por publicar sus clasificados en la prensa escrita, ahora optan por esta nueva alternativa, que en la mayoría de los casos es gratuita. Un claro ejemplo de esto es Craigslist, el primer portal de anuncios clasificados estadounidense. La revista PC World le colocó entre los 3 mejores productos de 2006 con sus más de seis millones de visitantes. En los últimos años han aparecido muchos sitios de anuncios clasificados.
En español existen varios sitios web de anuncios clasificados. Estas páginas nacen como una solución, como un punto de venta entre particulares y empresas, haciendo de cada una de ellas un "mercadillo virtual", donde encontrar gangas, vender las cosas que ya no te sirven o encontrar aquel objeto que siempre andabas buscando por las tiendas.
Desde 2007 han aparecido buscadores verticales de clasificados que agregan toda la oferta, y ayudan al usuario a encontrar el anuncio que busca, más rápidamente.